# أندرو بويس
أندرو بويس (بالإنجليزية: Andrew Boyce)‏ (5 نوفمبر 1989 بدونكاستر في المملكة المتحدة - ) هو لاعب كرة قدم بريطاني في مركز الدفاع. لعب مع سكونثورب يونايتد وغريمسبي تاون ونادي هارتلبول يونايتد ونوتس كاونتي ونادي غاينسبورو ترينيتي ووركشوب تاون ‏ ولينكولن سيتي أف سي.

## وصلات خارجية
- أندرو بويس على موقع قاعدة بيانات كرة القدم.إي يو (الإنجليزية)
- أندرو بويس على موقع Soccerbase.com (لاعب) (الإنجليزية)
- أندرو بويس على موقع Soccerway.com (الإنجليزية)